# Laurie Holdenová
Heather Laurie Holdenová (* 17. prosince 1969) je americko-kanadská herečka a aktivistka za lidská práva. Nejvíce známa jako Marita Covarrubiasová ze seriálu Akta X, Adele Stantonová z filmu Majestic, Cybil Bennetová ze Silent Hill, Amanda Dumfries z Mlha, Olivia Murrayová z Policejní odznak a Andrea z Živí mrtví.

## Dětství a vzdělání
Narodila se v Los Angeles a vyrůstala v Torontu. Má dvojí občanství – americké i kanadské. Její otec byl herec Glen Corbett (také známý jako Lawrence Holden) a Adrienne Ellisová, také herečka. Její rodiče jsou rozvedení a její matka vdaná za režiséra Michaela Andersona. Její zcela první role byla v televizní seriálu Marťanská kronika (1980), kde hrála dceru Rocka Hudsona. Jako absolventka U.C.L.A je členkou National Honor Society. V současné době studuje na Kolumbijské univerzitě v oboru lidských práv.

## Filmografie
| Rok       | Název                                           | Role                                   | Poznámka                                                 |
| --------- | ----------------------------------------------- | -------------------------------------- | -------------------------------------------------------- |
| 1980      | Marťanská kronika                               | Marie Wilderová                        | 3 díly                                                   |
| 1986      | Milostná dobrodružství aneb Manželské prázdniny | Karen                                  | Režisér: Michael Anderson                                |
| 1988      | Captain Power and the Soldiers of the Future    | Erin                                   | díl: „Gemini and Counting“                               |
| 1989      | Poslední svědek                                 | Mattova holka                          | Režisér: Michael Crichton                                |
| 1991      | Mladá Kateřina Veliká                           | Princezna Kateřina Dašková             | Režisér: Michael Anderson                                |
| 1991      | Případy otce Dowlinga                           | Joyce Morrisonová / Judith Carswellová | díl: „The Hardboiled Mystery“                            |
| 1993      | Secret Services                                 | Suki                                   | díl: „Larceny Inc./Reach Out and Rob Someone/Jet Threat“ |
| 1993      | Scales of Justice                               | Nancy Oakesová                         | díl: „"Who Killed Sir Harry Oakes?“                      |
| 1993      | Family Passions                                 | Claire                                 | 1. řada                                                  |
| 1993      | Destiny Ridge                                   | Darlene Kuboleková                     | 1. řada                                                  |
| 1994      | TekWar: TekLab                                  | Rachel Tudorová                        | TV film                                                  |
| 1995      | Bez milosti                                     | Vicki                                  | Režisér: Zale Dalen                                      |
| 1995      | Směr jih                                        | Jill Kennedyová                        | díl: „Co bylo, bylo“                                     |
| 1995      | Highlander: The Series                          | Debra Campbellová                      | díl: „Homeland“                                          |
| 1996      | Stopař                                          | Mabel Dunhamová                        | Režisér: Donald Shebib                                   |
| 1996      | To je vražda, napsala                           | Sherri Sampsonová                      | díl: „To co nevíš tě zabije“                             |
| 1996      | Poltergeist                                     | Cora Jenningsová / Sarah Browningová   | díl: „Třináctá generace“                                 |
| 1996      | Dva                                             | Madeline Reynoldsová                   | díl: „Many Happing Return“                               |
| 1996      | Ve jménu spásy                                  | Ally Marseyová                         | Režisér: Jonathan Heap                                   |
| 1996      | Highlander: The Series                          | Debra Campbellová                      | díl: „Dramatic License“                                  |
| 1996–2002 | Akta X                                          | Marita Covarrubiasová                  | 10 dílů                                                  |
| 1997      | Nebezpečná podoba                               | Scarlett Antonelliová                  | TV film                                                  |
| 1997      | Alibi                                           | Beth Polaskyová                        | TV film                                                  |
| 1997      | Dead Man's Gun                                  | Bonnie Lorrineová                      | Scéna: "Bláznovo zlato"                                  |
| 1998–2000 | Sedm statečných                                 | Mary Travisová                         | 18 dílů                                                  |
| 2000      | Krajní meze                                     | Susan McLarenová                       | díl: „Breaking Point“                                    |
| 2000      | The Man Who Used to Be Me                       | Amy Ryanová                            | TV film                                                  |
| 2001      | Big Sound                                       | Piper Moranová                         | díl: „Shabbas Bloody Shabbas“                            |
| 2001      | Majestic                                        | Adele Stantonová                       | Režisér: Frank Darabont                                  |
| 2004      | The X-Files: Resist or Serve                    | Marita Covarrubiasová (hlas)           |                                                          |
| 2004      | Meet Market                                     | Billy                                  | Režisér: Charlie Loventhal                               |
| 2005      | Pes za všechny peníze                           | Marge Maggsová                         | Režisér: David Devine                                    |
| 2005      | Fantastická čtyřka                              | Debbie McIlvaneová                     | Režisér: Tim Story                                       |
| 2006      | Silent Hill                                     | Cybil Bennettová                       | Režisér: Christophe Gans                                 |
| 2007      | Mlha                                            | Amanda Dumfriesová                     | Režisér: Frank Darabont                                  |
| 2008      | Policejní odznak                                | Olivia Murrayová                       | 13 dílů                                                  |
| 2010–2013 | Živí mrtví                                      | Andrea Harrison                        | 35 dílů                                                  |
| 2014      | Návrat blbýho a blbějšího                       | Adele Pinchlow                         | Režisér: Peter Farrelli/Bobby Farrelli                   |
| 2014–2015 | Closer: Nové případy                            | Ann McGinnis                           | 3 díly                                                   |
| 2015      | Chicago Fire                                    | Dr. Hannah Tramble                     | díl: „I'm the Apocalypse“                                |
| 2017–2018 | Takoví normální Američané                       | Renee                                  | 12 dílů                                                  |
| 2017      | Pyewacket                                       | Paní Reyesová                          | Režisér: Adam MacDonald                                  |
| 2018      | Dragged Across Concrete                         | Melanie Ridgeman                       | Režisér: S. Craig Zahler                                 |
| 2019      | Sněžná mela                                     | Dakota (hlas)                          |                                                          |
| 2019      | Proven Innocent                                 | Greta Bellows                          | vedlejší role, 7 dílů                                    |

## Dokumenty
- Inside the X Files (speciální televizní dokument)
- HBO First Look (1 epizoda: Majestic, 2001) (dokument)
- Path of Darkness: Making Silent Hill (2006) (video dokument)
- Up Close with Carrie Keagan (1 epizoda: "15. listopadu 2007", 2007)
- When Darkness Came: The Making of 'The Mist'  (2008) (krátký video dokument)
- Monsters Among Us: The Creature FX of 'The Mist'  (2008) (krátký video dokument)
- Silent Hill: entre deux mondes (video dokument) (2009)
- The Making of 'The Walking Dead'  (video dokument) (2011)
- Nightmare Factory (2011)
- Desmontando The Walking Dead (2011) (TV)

## Divadlo
- Jediná hra ve městě (2000)
- Kočka na rozpálené střeše (2000)
- Slavíkova láska (role: Procne)
- Duchové (role: Regina)
- Toros Y Hevos
- A Chorus Line (role: Kristine)
- Zimní příběh (role: Hermiona)
- Time and the Conways (role: Madge)